# Бучуми (Марамуреш)
Бучуми (рум. Buciumi) насеље је у Румунији у округу Марамуреш у општини Шомкута Маре. Oпштина се налази на надморској висини од 233 m.

## Становништво
Према подацима из 2002. године у насељу је живело 810 становника, од којих су сви румунске националности.